# 折竹錫
折竹 錫（おりたけ たまう、1884年（明治17年）1月11日 - 1950年（昭和25年）1月13日）は、大正から昭和時代の日本の翻訳家、フランス語学者。号に蓼峰、多音祐、R.T.O。

## 経歴・人物
旧信濃国松本藩士・折竹嘉鋭の長男として長野県諏訪郡にて生まれる。1908年（明治41年）東京帝国大学文学部仏文科を卒業後、陸軍教授を経て、第三高等学校教授となり、河盛好蔵、桑原武夫らに教えた。フランス・ドイツ留学を経て、旧制福岡高等学校長に任ぜられ、その後は、関西日仏学館（現：アンスティチュ・フランセ日本の前身の一つ）教授などを歴任する。

## 著作
- 『フランス新文典』白水社、1954年。